# Cortinilla (instrumento)

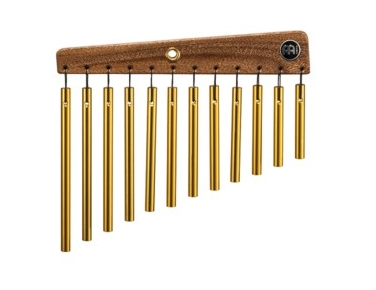
Cortinilla

Una cortinilla es un instrumento de percusión utilizado principalmente para producir color musical. Consiste en muchas campanillas pequeñas, típicamente cilindros de metal sólido de aproximadamente 6 mm de diámetro, de diferentes longitudes montadas colgando de una barra. Este instrumento se toca barriendo con un dedo o una baqueta a lo largo de las campanillas colgantes. Las campanillas están montadas en orden de altura musical para producir glissandos ascendentes o descendentes.
Ideado por el percusionista Mark Stevens en 1968,  se le dio este nombre porque cuando se toca hay que hacer el mismo movimiento que cuando se corre una cortina